# Brian Qvale
Brian Qvale (* 3. November 1988 in Williston, North Dakota) ist ein ehemaliger US-amerikanischer Basketballspieler, der zeitweise in der deutschen Basketball-Bundesliga spielte.

## Karriere
Die erste Profistation von Qvale war bei Aliağa Petkim GSK in der Türkei. Dort spielte er mit Branislav Ratkovica und Trent Plaisted, die 2013 ebenfalls in der Basketball-Bundesliga aktiv waren oder noch sind, zusammen in einer Mannschaft.
Danach folgte der Wechsel nach Belgien zu Belfius Mons-Hainaut. Dort stand er im Schnitt 24 Minuten pro Spiel auf dem Feld, erzielte 10 Punkte und holte ca. 6 Rebounds pro Spiel.
Zur Saison 2013/14 wechselte er in die Basketball-Bundesliga zu medi Bayreuth. Mit Bayreuth konnte Qvale am Ende der Saison den Klassenerhalt feiern, jedoch erhielt er zur Saison 2014/2015 keinen neuen Vertrag. Für Bayreuth kam er durchschnittlich auf 13 Punkte sowie 6 Rebounds pro Spiel.
Durch seine guten Leistungen für Bayreuth konnte sich Qvale für einen Probevertrag in der NBA empfehlen. Ende September 2014 gaben die Charlotte Hornets Qvale einen Probevertrag für die Saisonvorbereitung. Für den Sprung in den endgültigen NBA Kader reichte es jedoch letztlich nicht und Qvale verbrachte die Spielzeit 2014/2015 anschließend bei Tofas Bursa in der Türkei.
Zur Saison 2015/2016 schloss sich Brian Qvale dem deutschen Erstligisten EWE Baskets Oldenburg an. Im Sommer 2017 verließ Qvale den Club und nutzte eine Ausstiegsklausel in seinem Vertrag, um sich Lokomotive Kuban Krasnodar anzuschließen. Von 2019 an bis 2022 spielte er für verschiedene Vereine in Japan.

## Privates
Brian Qvale ist mit der Basketballspielerin Misty Atkinson verheiratet.

## Erfolge und Auszeichnungen
- BBL All-First-Team: 2016